# Lac Abitibi
Pour les articles homonymes, voir Abitibi (homonymie).
Le Lac Abitibi est un lac de 931 km2, situé au nord de l'Abitibi, à cheval sur la frontière entre le Québec et l'Ontario. Il compte environ 200 plages et 900 îles dans ses eaux peu profondes.

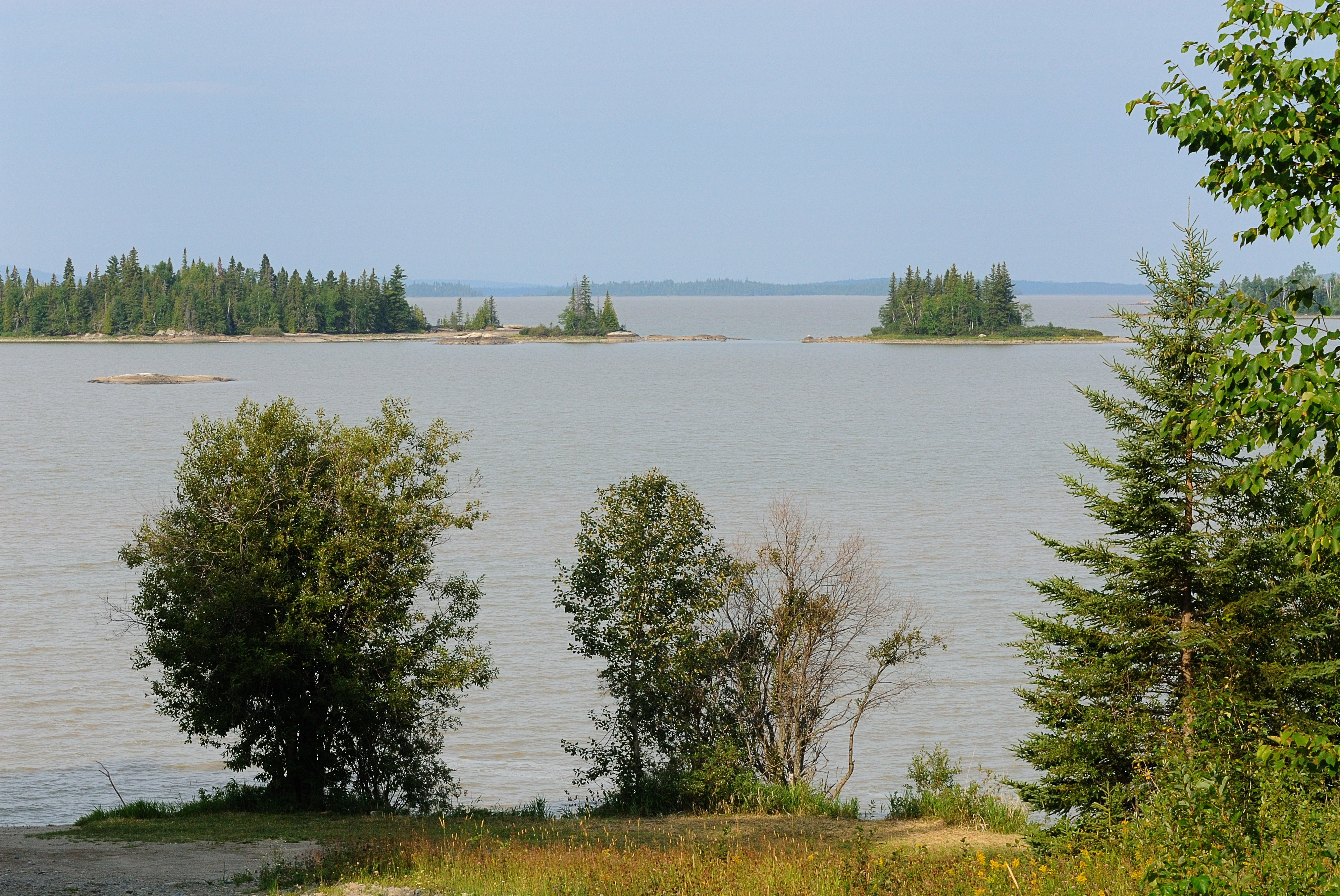
Le lac Abitibi depuis la pointe de l'Île Nepawa

## Géographie

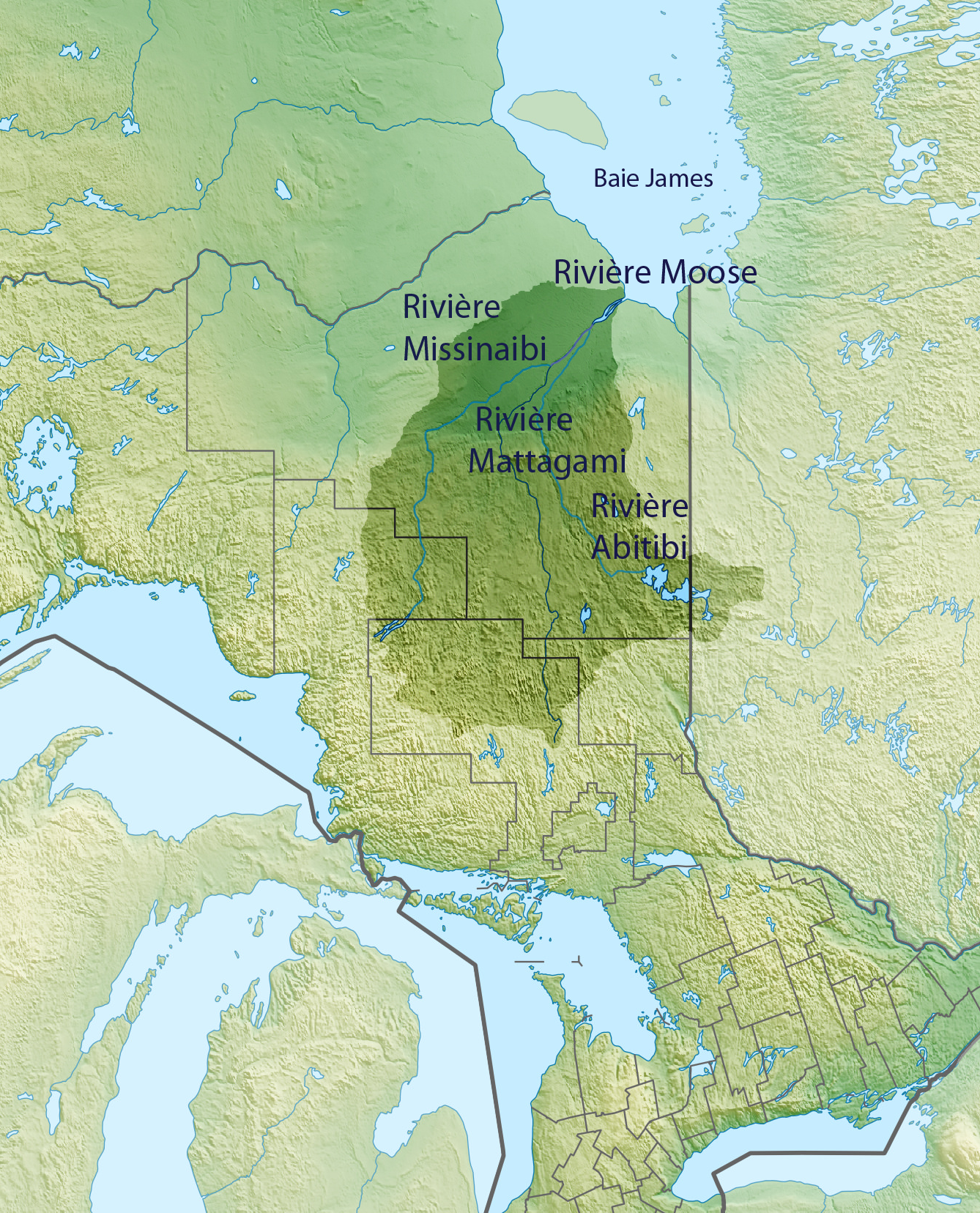
Bassin hydrographique de la Moose.

Les municipalités de Roquemaure et de Clerval sont établies sur ses berges.

## Histoire

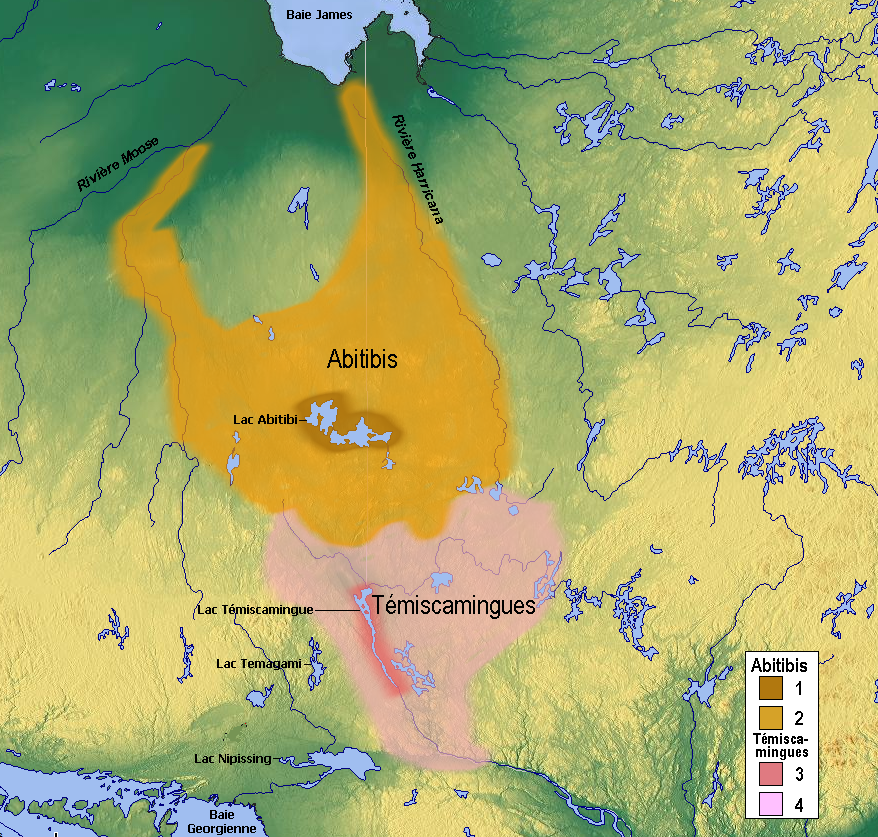
Les Témiscamingues (Algonquins) et les Abitibis (Cris) au XVIIe siècle.

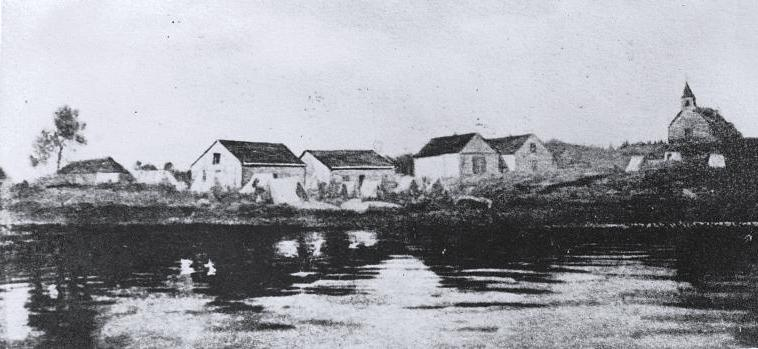
Poste de la Compagnie de la Baie d'Hudson, lac Abitibi, Ontario, vers 1910

Dès le XVIIe siècle, cette région est au centre de la rivalité franco-anglaise pour assurer le contrôle de la traite des fourrures. En 1686, le Chevalier de Troyes chasse les Anglais et la Compagnie de la Baie d'Hudson de leurs positions militaires et commerciales à la baie d'Hudson. Il construit également un fort sur la rive est du lac Abitibi, qui demeurera actif jusqu'à la Conquête. La Compagnie du Nord-Ouest prend alors la relève, suivie de la Compagnie de la Baie d'Hudson qui y conserve un poste de traite jusqu'en 1922.
L'industrie forestière se servira longtemps du lac Abitibi pour le flottage des billots et comme point de rassemblement du bois.

## Toponymie
La Relation des Jésuites de 1660 fait mention du peuple Outabitibek. Sur sa carte de 1685, Hubert Jaillot désigne cette étendue d'eau du nom de Lac des Tabitibis, dans sa partie supérieure, et Lac Piscoutagamy, dans sa section inférieure. Il faut attendre 1915 pour que l'orthographe du mot Abitibi soit définitivement fixée, à la suite d'une décision de la Commission de géographie qui avait dû faire son choix entre cette forme et celles de Abbitibi, Abitibbi et Abbitibbi.

## Protection du territoire
On retrouve du côté ontarien le parc provincial Abitibi-De Troyes, la réserve naturelle provinciale des Îles du Lac Abitibi ainsi que la réserve de conservation de Presqu'île de la Pointe McDougall. Du côté québécois la protection à quelques habitats fauniques protégeant, une héronnière, une colonie d'oiseaux et quelques aires de concentration d'oiseaux aquatiques.